# Pedioscopus lineatus
Pedioscopus lineatus är en insektsart som beskrevs av Maldonado-capriles 1972. Pedioscopus lineatus ingår i släktet Pedioscopus och familjen dvärgstritar. Inga underarter finns listade i Catalogue of Life.